# .se
.se es el dominio de nivel superior geográfico (ccTLD) para Suecia.